# Namibia i olympiska spelen
Namibia har deltagit i åtta olympiska sommarspel, vartenda sedan debuten 1992. Namibia har tagit fem olympiska medaljer, varav fyra silvermedaljer tagna i löpning av Frankie Fredericks. Landet har inte ställt upp i olympiska vinterspelen.

## Medaljer
| Guld | Silver | Brons | Totalt antal medaljer |
| ---- | ------ | ----- | --------------------- |
| 0    | 5      | 0     | 0                     |

### Medaljer efter sommarspel
| Spel                | Idrottare        | Guld | Silver | Brons | Totalt | Placering |
| Barcelona 1992      | 6                | 0    | 2      | 0     | 2      | 41        |
| Atlanta 1996        | 8                | 0    | 2      | 0     | 2      | 55        |
| Sydney 2000         | 11               | 0    | 0      | 0     | 0      | –         |
| Aten 2004           | 8                | 0    | 0      | 0     | 0      | –         |
| Peking 2008         | 10               | 0    | 0      | 0     | 0      | –         |
| London 2012         | 9                | 0    | 0      | 0     | 0      | –         |
| Rio de Janeiro 2016 | 10               | 0    | 0      | 0     | 0      | –         |
| Tokyo 2020          | 11               | 0    | 1      | 0     | 1      | 77        |
| Paris 2024          | Framtida tävling |      |        |       |        |           |
| Los Angeles 2028    | Framtida tävling |      |        |       |        |           |
| Brisbane 2032       | Framtida tävling |      |        |       |        |           |
| Totalt              | Totalt           | 0    | 5      | 0     | 5      | 115       |

### Medaljer efter sporter
| Sport            | Guld | Silver | Brons | Totalt |
| Friidrott        | 0    | 5      | 0     | 5      |
| Totalt (1 sport) | 0    | 5      | 0     | 5      |

## Lista över medaljörer
| Medalj | Namn               | Spel           | Sport     | Gren                |
| ------ | ------------------ | -------------- | --------- | ------------------- |
| Silver | Frankie Fredericks | Barcelona 1992 | Friidrott | Herrarnas 100 meter |
| Silver | Frankie Fredericks | Barcelona 1992 | Friidrott | Herrarnas 200 meter |
| Silver | Frankie Fredericks | Atlanta 1996   | Friidrott | Herrarnas 100 meter |
| Silver | Frankie Fredericks | Atlanta 1996   | Friidrott | Herrarnas 200 meter |
| Silver | Christine Mboma    | Tokyo 2020     | Friidrott | Damernas 200 meter  |